# Panharmonikon

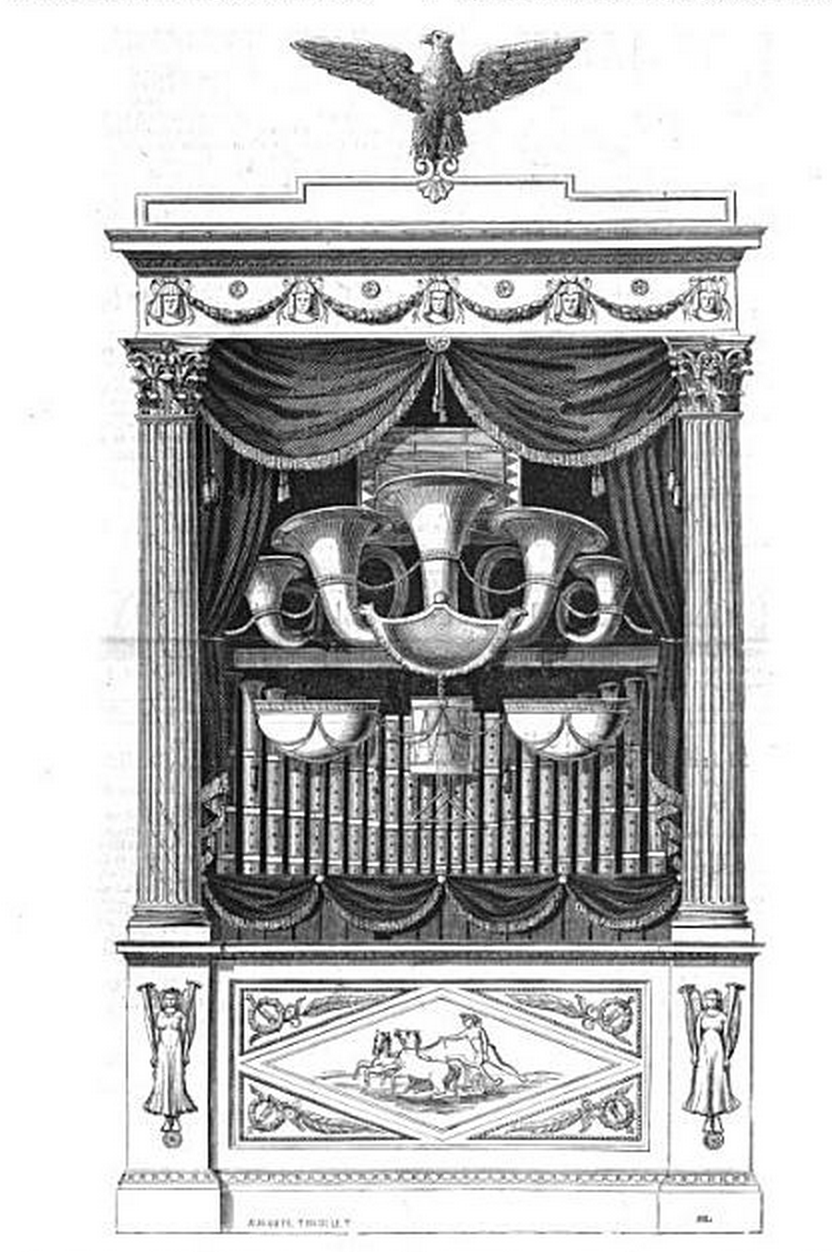
Panharmonikon (1846)

Das Panharmonikon ist ein mechanischer Musikautomat von Johann Nepomuk Mälzel, dem Erfinder des Metronoms. In diesem Instrument wurden nicht nur aufschlagende Zungen, sondern bereits auch durchschlagende Stimmzungen verwendet. Das Panharmonikon ist ein Vorläufer des Orchestrion. Ludwig van Beethoven schrieb seine Schlachtensinfonie Wellingtons Sieg ursprünglich für das Panharmonikon.
Es wurden mehrere Panharmoniken gefertigt. Ein 1805 konstruiertes Instrument gelangte in die Sammlung des Landesgewerbemuseums in Stuttgart und fiel dort im Zweiten Weltkrieg einem Bombenangriff zum Opfer. Eines wurde 1807 in Paris um 100.000 Franken verkauft; mindestens ein weiteres, verbessertes Exemplar wurde 1808 in Wien fertiggestellt. Ein Instrument gelangte sicherlich bereits 1811 in die USA und wurde für zwei Jahre von William M. Goodrich vorgeführt. Goodrich konstruierte 1823 auch einen Nachbau.
Soweit feststellbar ist heute kein Panharmonikon mehr erhalten. Von dem in Stuttgart während des Zweiten Weltkrieges zerstörten Exemplar existieren zwei Fotos, die immerhin einen Teil der Mechanik erkennen lassen. Erhalten sind außerdem einige der zugehörigen Stiftwalzen.

## Nachbauten
- 1808 baute Friedrich Kaufmann einen ähnlichen Automaten nach.
- 1817 baute die Londoner Orgelbauerfirma Flight & Robson einen ähnlichen Automaten namens Apollonicon.
- 1821 baute Dietrich Nikolaus Winkel in Amsterdam das Panharmonikon nach und nannte diesen Nachbau Componium.[4] Das Componium wurde von zwei Stiftwalzen gesteuert, die sich gleichzeitig drehten und zugleich so in ihrer Längsachse verschoben, dass sie eine schier unendliche Zahl von melodischen Variationen erzeugen konnten.[5]
- 1823 kopierte William M. Goodrich Mälzels Panharmonikon. Das New England Magazine berichtete im selben Jahr ausführlich darüber.[6]
- 1826 entstand das Aeolodikon, auf dessen Entdeckung und Verbesserung Mich. Jos. Kinderfreund und der Mechaniker Wenzel Balde am 1. Aug. 1826 in Prag ein sechsjähriges Privileg erhielten. Es spielte auch Streichinstrumente.[7]
- 1828 baute Heinrich Johann Bauer in Wien ein Orchestrion.

„Unter die größten Orchesterwerke, welche bisher verfertigt wurden, gehört ohne Zweifel das 1828 vollendete große Orchestrion von Christ. Heinrich und Joh. Bauer in Wien. Dieses Instrument hat drei Walzen, welche zugleich spielen, und wovon die untere Walze drei Register (Flöten-Forte, Piano und Pianissimo), die mittlere Walze eine Physharmonika und ein Piccolo, und die dritte Walze 25 Naturflöten, 15 Waldhörner, 15 Trompeten, 2 Pauken, eine große Trommel und 2 Becken enthält. Das Ganze befindet sich in einem, zierlich mit Bronce-Verzierungen ausgestatteten großen Kasten, dessen Herstellung an 5000 fl. C. M. kostete.“

## Zeitungsberichte
Es gibt einen Bericht aus dem Jahr 1807 über die Vorführung des Instruments in Paris, der auch den Hinweis enthält, dass das Instrument in einer Wiener Werkstätte zusammen mit von Mälzel angestellten Arbeitern gefertigt wurde.
1808 reiste Mälzel ein weiteres Mal nach Paris und führte dort den Mechanischen Trompeter und das Panharmonikon vor. Das letztere wurde dort verkauft und vom neuen Besitzer gegen Eintritt im Palais Royale öffentlich ausgestellt.
Im Jahre 1808 reiste Mälzel mit seinem berühmten Panharmonikon, und mit seinem musikalischen Automaten, dem Trompeter, [wieder] nach Paris, wo er jenes um 100,000 Franken verkaufte; mit diesem aber einen beynahe noch größeren Beyfall, als mit dem Panharmonikon, bey allen Kunst, und Musik-Kennern erntete. Auf der Rückreise nach Wien wurde in München der Mechanische Trompeter mit großem Publikumserfolg erneut zur Schau gestellt. Offensichtlich hatte Mälzel für den Herzog von Leuchtenberg und Fürsten von Eichstätt, Eugène de Beauharnais, ein eigenes Instrument gebaut, denn das Kunst- und Gewerbeblatt für Bayern berichtete wie folgt: Das vollendetste Instrument der Art ist ohne Zweifel das des Herzoges von Leuchtenberg und Fürsten von Eichstädt Prinzen Eugen königl. Hoh., welches in dessen Pallaste hier in München aufgestellt ist.
Eine ausführliche, eher technisch gehaltene Beschreibung, mit einem eindeutigen Hinweis auf die Verwendung von durchschlagenden Zungen, gab 1809 Johann Bartholomäus Trommsdorff in seinen Annalen; auch berichtete im selben Jahr das Bulletin des Neuesten und Wissenswürdigsten davon. Mit 20 Jahren Abstand fasste der Brockhaus von 1827 diese Ereignisse bereits zusammen und nannte für Mälzel den falschen Vornamen Leonhard. Ebenfalls 1827 berichtete The Franklin Journal darüber und bestätigte, dass ein Panharmonicon schon früher in Boston ausgestellt worden war.